# Pseudocoris occidentalis
Pseudocoris occidentalis là một loài cá biển thuộc chi Pseudocoris trong họ Cá bàng chài. Loài này được mô tả lần đầu tiên vào năm 2015.

## Từ nguyên
Từ định danh occidentalis của loài trong tiếng Latinh có nghĩa là "phương tây", hàm ý đề cập đến phạm vi phân bố của chúng ở phía tây (Ấn Độ Dương) so với P. heteroptera ở phía đông (Thái Bình Dương).

## Phạm vi phân bố
Trước đây, loài Pseudocoris heteroptera được cho là có phạm vi phân bố ở cả Ấn Độ Dương và Thái Bình Dương. Tuy nhiên, quần thể ở Ấn Độ Dương đã được xác định là thuộc về P. occidentalis do cả hai quần thể ở hai đại dương có sự khác biệt về bộ gen, hình thái và kiểu màu của cá con và cá đực. Theo đó, P. occidentalis được biết đến tại Kenya; Mozambique; KwaZulu-Natal (Nam Phi); quần đảo Chagos; Seychelles, Réunion và Mauritius.

## Mô tả
P. occidentalis có chiều dài cơ thể tối đa được ghi nhận là 16,4 cm. So với P. heteroptera, cá con của P. occidentalis có tông màu cam và xanh lam nhiều hơn so với tông màu vàng và trắng như P. heteroptera. Vạch sọc đen ở bên thân cá đực của P. occidentalis lại ngắn và không lan rộng đến vây hậu môn và vây lưng như P. heteroptera, và vây hậu môn của P. occidentalis có màu vàng tươi hoàn toàn chứ không có thêm dải màu xanh đen như P. heteroptera.
Số gai ở vây lưng: 9; Số tia vây ở vây lưng: 12; Số gai ở vây hậu môn: 3; Số tia vây ở vây hậu môn: 12; Số tia vây ở vây ngực: 13; Số gai ở vây bụng: 1; Số tia vây ở vây bụng: 5.

### Trích dẫn
- "Review of the labrid fshes of the Indo-Pacifc Genus Pseudocoris, with a description of two new species" (PDF). Journal of the Ocean Science Foundation. Quyển 16. 2015. tr. 1–55. {{Chú thích tạp chí}}: Đã bỏ qua tham số không rõ |authors= (trợ giúp)